# جوروم (محافظة)
محافظة جوروم (بالتركية: Çorum İli)‏ هي إحدى محافظات تركيا وتقع في منطقة البحر الأسود، إلا أنها تتمتع أكثر بخصائص منطقة وسط الأناضول. عاصمتها مدينة جوروم تبلغ مساحتها 12,833 كم2 ويبلغ عدد سكانها 597,065 نسمة كما يبلغ معدل الكثافة السكانية 46/كم2 تقع في شمال تركيا. رمز شبكة المرور لها هو 19.

## أعلام
- مراد يلدرم
- فيض الله قيقلك
- إبراهيم كايباكايا